# Schwarzwald
Schwarzwald ([ˈʃvaʁt͡svalt]IPA, česky Černý les) je zalesněné pohoří v jihozápadním Německu, ve spolkové zemi Bádensko-Württembersko. Má rozlohu 6000 km2, nejvyšší horou tohoto pohoří je Feldberg (1 493 metrů). Pramení zde Dunaj. Je nejvýznamnějším turistickým regionem spolkové země a nejnavštěvovanějším dovolenkovým cílem mezi německými středohořími.

## Geografie
Schwarzwald leží na jihovýchodním okraji Hornorýnské nížiny. Ze severu k jihu má délku 160 km a z východu na západ šířku 60 km a rozlohu asi 6000 km2. Západní svahy pohoří jsou příkré a stupňovité, východní jsou naopak pozvolné. Jižní část pohoří je vyšší, nazývá se Hochschwarzwald.  Orografický charakter tohoto pohoří připomíná Šumavu.

## Geologie
Pohoří je převážně složené z rul a žul, vyskytují se zejména kolem nejvyšší hory Feldbergu. Východní svahy jsou překryty triasovými pískovci.

## Ekonomika
Hospodářství v oblasti je založeno na strojírenství, hodinářském, sklářském a textilním průmyslu. Zemědělství je rozvinuté hlavně v západní části pohoří (pěstování vinné révy, ovoce a tabáku). Turistický ruch hlavně ve Vysokém Schwarzwaldu, na okraji pohoří jsou lázně.